# O Melhor do Rebanhão
O Melhor do Rebanhão é a segunda e última compilação da banda de rock cristão Rebanhão, lançada em 1998 pela gravadora Gospel Records em CD. A obra reúne canções dos discos Princípio, Pé na Estrada e Enquanto É Dia, trabalhos da banda pelo selo remasterizados. O repertório foi escolhido por Paulinho Makuko.

## Contexto
O Rebanhão fez parte do casting da gravadora Gospel Records por cerca de 4 anos, lançando os álbuns Princípio (1990), Pé na Estrada (1991) e Enquanto É Dia (1993). Os três discos caracterizaram uma mudança gradual na formação do grupo, com Pedro Braconnot como o único membro remanescente. Princípio e Enquanto É Dia já tinham sido lançados em CD, mas Pé na Estrada era originalmente disponível apenas em vinil e cassete, o que fez com que O Melhor do Rebanhão fosse o único registro do catálogo da banda a trazer canções do álbum remasterizadas em CD.
Paulinho Makuko, que na época trabalhava artisticamente na gravadora, fez a seleção de repertório da coletânea.

## Lançamento e recepção
| Críticas profissionais | Críticas profissionais |
| Avaliações da crítica  | Avaliações da crítica  |
| Fonte                  | Avaliação              |
| ---------------------- | ---------------------- |
| O Propagador           | [ 6 ]                  |

O Melhor do Rebanhão foi lançado em 1998. O guia discográfico do O Propagador atribuiu a cotação de 3 de 5 estrelas para a coletânea, afirmando que "Na proposta de unir as melhores músicas de Princípio, Pé na Estrada e Enquanto é dia…, não dá para entender a escolha de 'Nzile Nzulu'. Ainda, 'Arsenal' poderia ter sido substituída por alguma faixa do álbum de 1993".

## Faixas
A seguir lista-se as faixas, compositores e durações de cada canção de O Melhor do Rebanhão, segundo o encarte do disco.
| N.º            | Título                                        | Compositor(es)                   | Vocais              | Duração |  |
| 1.             | "Existe um Lugar" (de Pé na Estrada, 1991)    | Carlinhos Felix                  | Felix               | 3:15    |  |
| 2.             | "Palácios" (de Princípio, 1990)               | Pedro Braconnot                  | Braconnot           | 4:51    |  |
| 3.             | "Muro de Pedra" (de Princípio, 1990)          | Paulo Marotta                    | Marotta             | 3:04    |  |
| 4.             | "Fronteiras" (de Princípio, 1990)             | Braconnot                        | Braconnot           | 4:09    |  |
| 5.             | "Pé na Estrada" (de Pé na Estrada, 1991)      | Marotta                          | Marotta             | 3:27    |  |
| 6.             | "Metrô" (de Princípio, 1990)                  | Braconnot                        | Felix               | 3:02    |  |
| 7.             | "Criação" (de Pé na Estrada, 1991)            | Elmar Gueiros                    | Felix               | 4:00    |  |
| 8.             | "Nzile Nzulu" (de Pé na Estrada, 1991)        | A.D.                             | Eduardo M.          | 3:22    |  |
| 9.             | "Ovelha Ferida" (de Pé na Estrada, 1991)      | Braconnot                        | Braconnot           | 3:33    |  |
| 10.            | "Selo do Perdão" (de Princípio, 1990)         | Felix                            | Felix               | 4:48    |  |
| 11.            | "Princípio" (de Princípio, 1990)              | Lucas Ribeiro                    | Felix               | 2:58    |  |
| 12.            | "Arsenal" (de Princípio, 1990)                | Braconnot                        | Braconnot           | 3:11    |  |
| 13.            | "Baião" (de Enquanto É Dia, 1993)             | Janires                          | Braconnot e Parente | 4:23    |  |
| 14.            | "Mistério" (de Enquanto É Dia, 1993)          | Dico Parente e Braconnot         | Parente             | 4:49    |  |
| 15.            | "Comando de Cristo" (de Enquanto É Dia, 1993) | Pablo Chies, Braconnot e Parente | Braconnot           | 3:44    |  |
| 16.            | "Elo Perdido" (de Pé na Estrada, 1991)        | Braconnot                        | Braconnot           | 3:40    |  |
| 17.            | "Fé" (de Pé na Estrada, 1991)                 | Braconnot                        | Braconnot           | 4:17    |  |
| Duração total: | Duração total:                                | Duração total:                   | Duração total:      | 64:28   |  |

## Ficha Técnica
A seguir estão listados os músicos e técnicos envolvidos na produção de O Melhor do Rebanhão:
Banda
- Pedro Braconnot: vocais, teclado, piano, sintetizadores, engenharia de áudio, produção musical
- Paulo Marotta: vocais, baixo, co-produção
- Carlinhos Felix: vocais, guitarras, violão, co-produção
- Pablo Chies: guitarras
- Rogério dy Castro: baixo
- Wagner Carvalho: bateria
- Fernando Augusto: bateria

Músicos Convidados
- Dico Parente: vocais e guitarra
- Serginho Batera: bateria
- Eduardo Mabiala: vocal em "Nzile Nzulu"
- Nice Brito: vocal de apoio
- Bené Alves: vocal de apoio
- Jefr A. Silva: violão
- Zé Carlos: saxofone, trompete e fliscorne
- Zé Canuto: flauta e saxofone
- Waldenir Carvalho: vocal de apoio
- Grupo Ruama: vocal de apoio
- Grupo Semeador: vocal de apoio

Equipe técnica
- Paulinho Makuko: seleção de repertório
- Amaro Moço: engenharia de áudio
- Edson Lennon: engenharia de áudio